# 音丸
音丸（おとまる、1906年〈明治39年〉12月8日 - 1976年〈昭和51年〉1月18日）は、大正、昭和時代に活躍した日本の歌手。本名：永井 満津子。東京市麻布区（現在の東京都港区）麻布箪笥町生まれ。

## 経歴
1906年（明治39年）12月8日、麻布の老舗履物屋の店主永井幾吉の一人娘として生まれる。常磐津の名取りだった祖母は彼女が6歳になった6月6日から常磐津と舞踊を習わせた。13歳の時に美声を買われて橘流筑前琵琶を修行、旭翁派の名手としても知られるようになる。17歳のときには春日派の小唄を始めている。
しかし1930年、25歳のときに溺愛していた弟の幸太郎が亡くなり、重いノイローゼになる。その頃近所の民謡マニアの家に時々尺八の菊池淡水が指導に来ていて、いつしか聴き覚えた民謡を歌っているうちに病気が快方に向かい、心が晴れてくるのに気付いた。そこでその民謡の会に出席して披露した彼女の持つ勘の良さと美声は菊池淡水の絶賛するところとなり、リーガルレコードに推薦され本名で「草津湯もみ唄」を吹き込んだ。
そのレコードを聴いた古賀政男は当時重役をしていたテイチクに誘い「泪の京人形」を吹き込ませた。ちょうどその頃小唄勝太郎、市丸、赤坂小梅などの芸者歌手が一世を風靡していたが、芸者歌手は地方巡業に際して時間拘束として莫大な花代がかかることから、苦肉の策として芸者と同じく小唄や端唄を歌わせても遜色のない筑前琵琶をたしなむ女性をさがしていたところ、下駄屋のお内儀である彼女に白羽の矢が立ったのだ。
その後1934年（昭和9年）9月から正式に契約を結んだコロムビアから本名で「おけさくづし」 「主は国境」でデビューした。
ただし芸名を音丸としたのは同年に吹き込んだ「君は満洲」からである。音丸の芸名の由来は「音は丸いレコードから」という洒落にちなんで名付けられた。コロムビアでは当初家庭の主婦からレコード界入りしたことを隠していたが、音丸本人がファンに「下駄屋の姉御!」と声をかけられても「よくご存知」と返すなど腹の据わったところを見せたという。
翌1935年（昭和10年）には「船頭可愛や」が大ヒットした。この曲は沖縄民謡の普久原恒勇が「日本最高の歌謡曲」と絶賛している。続いて1936年（昭和11年）には「下田夜曲」 「博多夜船」が大ヒットし、小唄勝太郎や市丸などの芸者歌手を向こうにまわしての人気を獲得する。次第に出演依頼やレコードの吹き込み、ラジオ・映画の出演に多忙となり生活も派手となり家業の下駄屋は人手に委ね下駄屋の養子となっていた夫とも協議離婚し音丸は歌一筋の道を歩み始める。
その後弁士の井口静波と再婚し二人は二枚看板で全国を慰問、興行に歩いた。太平洋戦争後も全国巡業が続き、1947年（昭和22年）には高知で当時前座を勤めていた美空ひばりがバス事故にあった際の座長もつとめていた。
1948年（昭和23年）にはキングレコードに移籍、同年に人吉を訪れた際に「五木の子守唄」を見つけ出し初めて同曲をレコーディングする。後に人吉市長から感謝状を受けている。しかしヒットは出せずその後コロムビアに復籍した。コロムビアに戻った音丸はその後懐メロブームに乗って東京12チャンネルの『なつかしの歌声』に番組出演をしたり1972年（昭和47年）にはステレオ録音で往年のヒット曲を吹き込んだが、この頃から急に視力が低下、活動に支障をきたし始める。
1976年（昭和51年）1月18日午後12時30分に世田谷区世田谷のマンションで急性心不全により死去。69歳没。
墓は東京都品川区にある天妙国寺にあり、墓の横には舟の帆をかたどった碑がある。この碑は音丸の生前に作られ、「船頭可愛や」の一番の歌詞が音丸の直筆によって彫られている。

## 代表曲

### 歌謡曲・新民謡
音丸の持ち歌の中でも、「船頭可愛や」「下田夜曲」「博多夜船」の3曲は特に有名で、船ものと呼ばれており、音丸の死後も広く親しまれている。また「満洲想えば」「満洲吹雪」「君は満洲」などの満洲ものも彼女のレパートリーとして知られている。
他にも、「米山三里」「潮来追分」などの民謡調の歌も多く、これらの歌では音丸の巧みな節回しや美しい高音が最大限に生かされており、また彼女自身が民謡調の歌を非常に好んでいたために、音丸の本領発揮といった感がある。
- 船頭可愛や　（1935.6）
作詞：高橋掬太郎／作曲：古関裕而／編曲：奥山貞吉
- 花嫁行進曲　（1936.1）
作詞：高橋掬太郎／作曲：江口夜詩／編曲：江口夜詩
- 佐渡は四十九里　（1936.1）
作詞：高橋掬太郎／作曲：大村能章／編曲：大村能章
- 満洲想えば　（1936.2）
作詞：高橋掬太郎／作曲：大村能章／編曲：大村能章
- 下田夜曲　（1936.3）
作詞：高橋掬太郎／作曲：竹岡信幸／編曲：奥山貞吉
- 櫻三里　（1936.3）　共唱：中野忠晴
作詞：宇野美樹／作曲：米山正夫／編曲：
- 潮来追分　（1936.5）
作詞：西條八十／作曲：江口夜詩／編曲：江口夜詩
- 大島くづし　（1936.6）
作詞：西條八十／作曲：古関裕而／編曲：奥山貞吉
- 防空音頭　（1936.7）
作詞：伊藤和夫／作曲：大村能章／編曲：大村能章
- 博多夜船　（1936.8）
作詞：高橋掬太郎／作曲：大村能章／編曲：大村能章
- 串本そだち　（1936.9）
作詞：西岡水郎／作曲：古関裕而／編曲：
- 満洲吹雪　（1936）
作詞：高橋掬太郎／作曲：大村能章／編曲：大村能章
- 米山三里　（1936.11）
作詞：高橋掬太郎／作曲：古関裕而／編曲：奥山貞吉
- 浜は九十九里　（1936.11）
作詞：高橋掬太郎／作曲：古関裕而／編曲：奥山貞吉
- 君は満州　（1937.1）
作詞：松坂直美／作曲：田村しげる／編曲：三門順子
- 田家の雪　（1937.2）
作詞：西條八十／作曲：古関裕而／編曲：奥山貞吉
- 温泉おどり　（1937.3）
作詞：木下濶・西條八十／作曲：大村能章／編曲：
- 潮来月夜　（1937.6）
作詞：久保田宵二／作曲：竹岡信幸／編曲：奥山貞吉
- 船頭しぶき　（1937.8）
作詞：久保田宵二／作曲：大村能章／編曲：大村能章
- 皇国の母　（1938.3）
作詞：深草三郎／作曲：明本京静／編曲：奥山貞吉

### 民謡
音丸は、民謡もたくさんレコードに吹き込んだ。彼女は自分なりの節回しで唄っていたので、地元のものとはいささか趣を異にしているものが多く、伴奏も和洋合奏のものが多い。したがっていわゆる「正調」ではなく、流行歌色、歌謡曲色がやや強い。しかしレコードを聴いてみると、努力のあとや工夫のあとが窺われ、完成度の高い仕上がりとなっている。
音丸の唄い方は技巧的でありながらも、声の音色がやわらかく親しみ易いので、地方に埋もれていた民謡を、歌謡曲と同様にメディアに乗せることに成功し、広く親しまれた。
- 五木の子守唄
- 炭坑節（北九州）
- 炭坑節（常磐）
- 安来節
- 串本節
- 関の五本松
- 木曽節
- 男なら
- 新庄節
- 秋田おばこ
- 江差追分
- 大島節
- 浜節（鹿児島）
- 宇和島さんさ

## 音丸を演じた女優
- 井上希美 - NHK連続テレビ小説『エール』、役名は藤丸